# Johann Josef Regenbrecht
Johann Josef Regenbrecht (ur. 23 września 1797 w Braniewie w Prusach Wschodnich, zm. 4 maja 1854 w Poznaniu) – niemiecki filozof i teolog katolicki.

## Życiorys
Uczęszczał do Królewskiego Gimnazjum Katolickiego w Braniewie, a następnie studiował filozofię na nowym Uniwersytecie Wrocławskim, który jako jedyny uniwersytet w Królestwie Prus posiadał wydział teologii katolickiej. W 1816 został członkiem bractwa Teutonia Breslau. W 1826 otrzymał stopień doktora filozofii. W tym samym roku został dziekanem kościoła w Królewcu. Od 1832 był kanonikiem katedry poznańskiej. Drugi doktorat, z teologii, uzyskał 16 listopada 1836 we Wrocławiu. Następnie został zagranicznym korespondentem i profesorem filozofii w Poznaniu.
Jego brat Eduard Regenbrecht (1792–1849) był prawnikiem i rektorem Uniwersytetu Wrocławskiego.